# Cattedrale di Notre-Dame (Tournai)
La cattedrale di Notre-Dame a Tournai è uno dei più importanti monumenti architettonici del Belgio e dal 2000 fa parte dell'elenco dei patrimoni dell'umanità dell'UNESCO. Questa struttura, costruita con pietre locali blu e grigie, occupa un terreno in lieve dislivello vicino alla riva sud del fiume Schelda, che divide in due parti quasi uguali la città di Tournai.

## Storia e descrizione
La costruzione iniziò nel XII secolo su fondamenta più antiche e si protrasse a lungo, tanto che la cattedrale fonde gli stili di ben tre periodi distinti: il romanico della navata, il gotico del coro e uno stile di transizione fra romanico e gotico (protogotico) nel transetto. Quest'ultimo è la parte più caratteristica di tutto l'edificio, con un gruppo di cinque torri campanarie e due absidi semicircolari nelle parti terminali.
La navata venne costruita in gran parte all'inizio del XII secolo. Precorrendo alcune caratteristiche gotiche, essa presenta una tribuna (matroneo) a doppio ordine fra le arcate del piano terra e il triforio. I pilastri fra le finestre del cleristorio aiutano a sostenere la volta del XVIII secolo che sostituì la copertura originale, che era piatta e di legno.
Il transetto, costruito alla fine del XII secolo, ha due absidi nella parte terminale, una soluzione molto probabilmente ispirata ad alcune chiese della regione del Reno, e che a sua volta potrebbe aver influenzato altre cattedrali del nord-est della Francia, come quelle di Noyon e di Soissons. Le torri quadrate che affiancano il transetto raggiungono un'altezza di 83 m. Esse sono molto simili una all'altra, variano solo in alcuni particolari.
Il vescovo Gautier de Marvis (1219-1252) fece demolire il coro romanico originale nel XIII secolo per rimpiazzarlo con un coro in stile gotico, di dimensioni molto maggiori, ispirato da quello della cattedrale di Amiens. La costruzione del nuovo coro iniziò nel 1242 e terminò nel 1255. Anche il resto della cattedrale doveva essere ricostruito in stile gotico, ma ciò non avvenne mai; le uniche aggiunte furono il porticato sulla facciata principale occidentale e una grande cappella gotica costruita lungo una delle navate laterali, i cui muri e finestre originali scomparvero durante la realizzazione dell'opera.
Nel 1999 un violento tornado si è abbattuto sulla chiesa, comportando gravi danni alla stabilità. I lavori di restauro, già iniziati, non finiranno prima del 2022.

## Galleria d'immagini

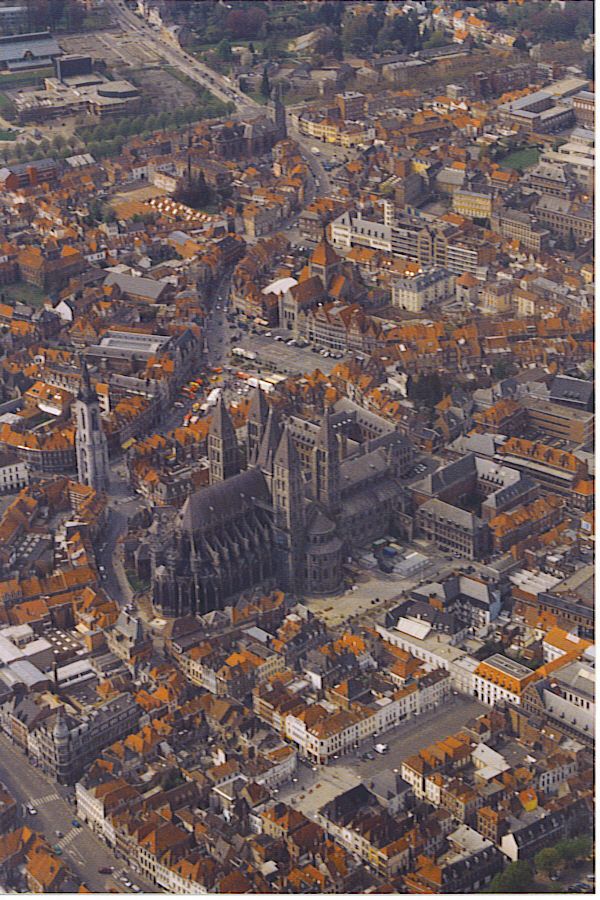
La cattedrale vista dall'alto
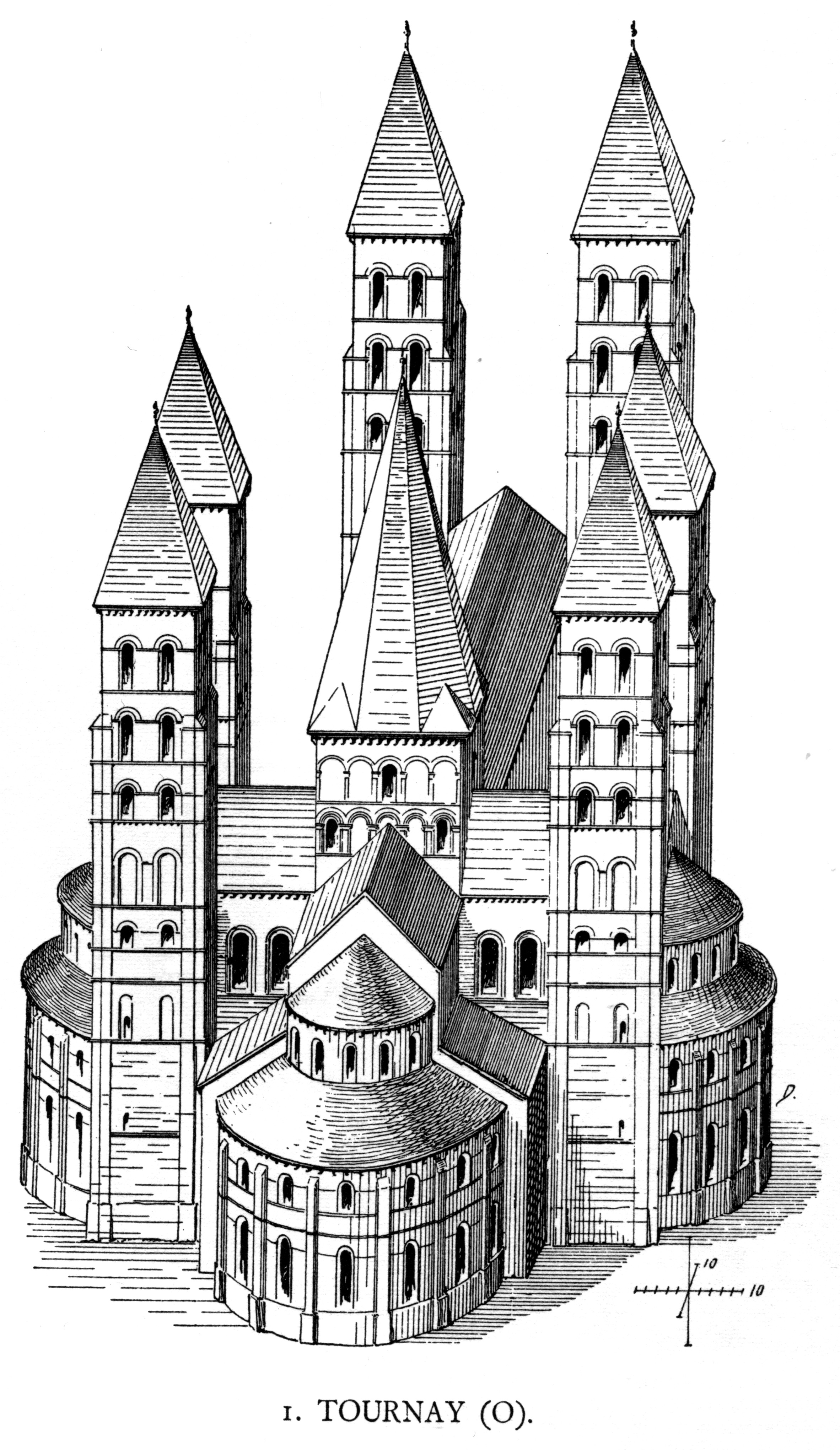
Ricostruzione che mostra il coro romanico originale (nella parte anteriore) e due torri mai costruite (nella parte posteriore)
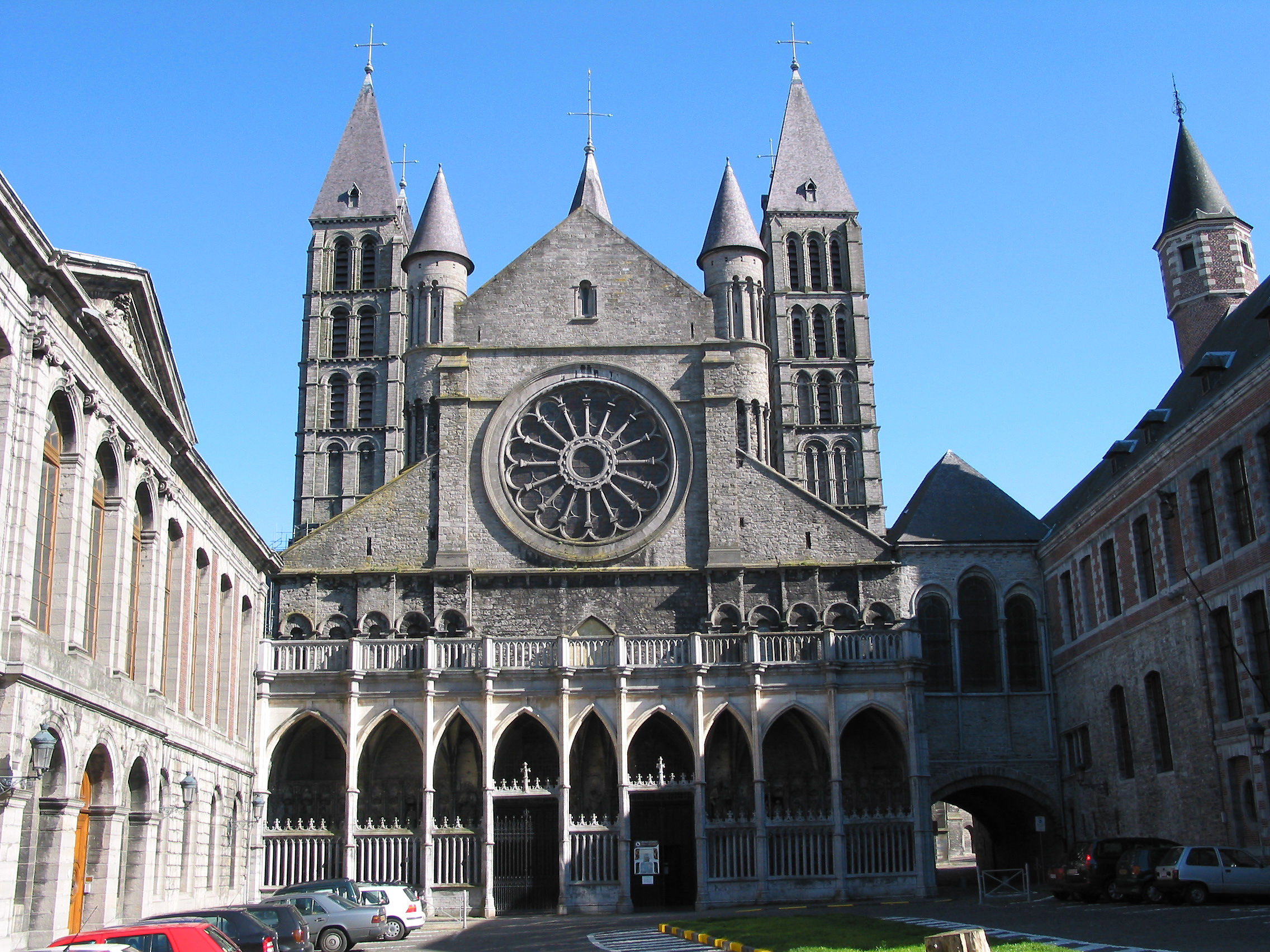
La facciata
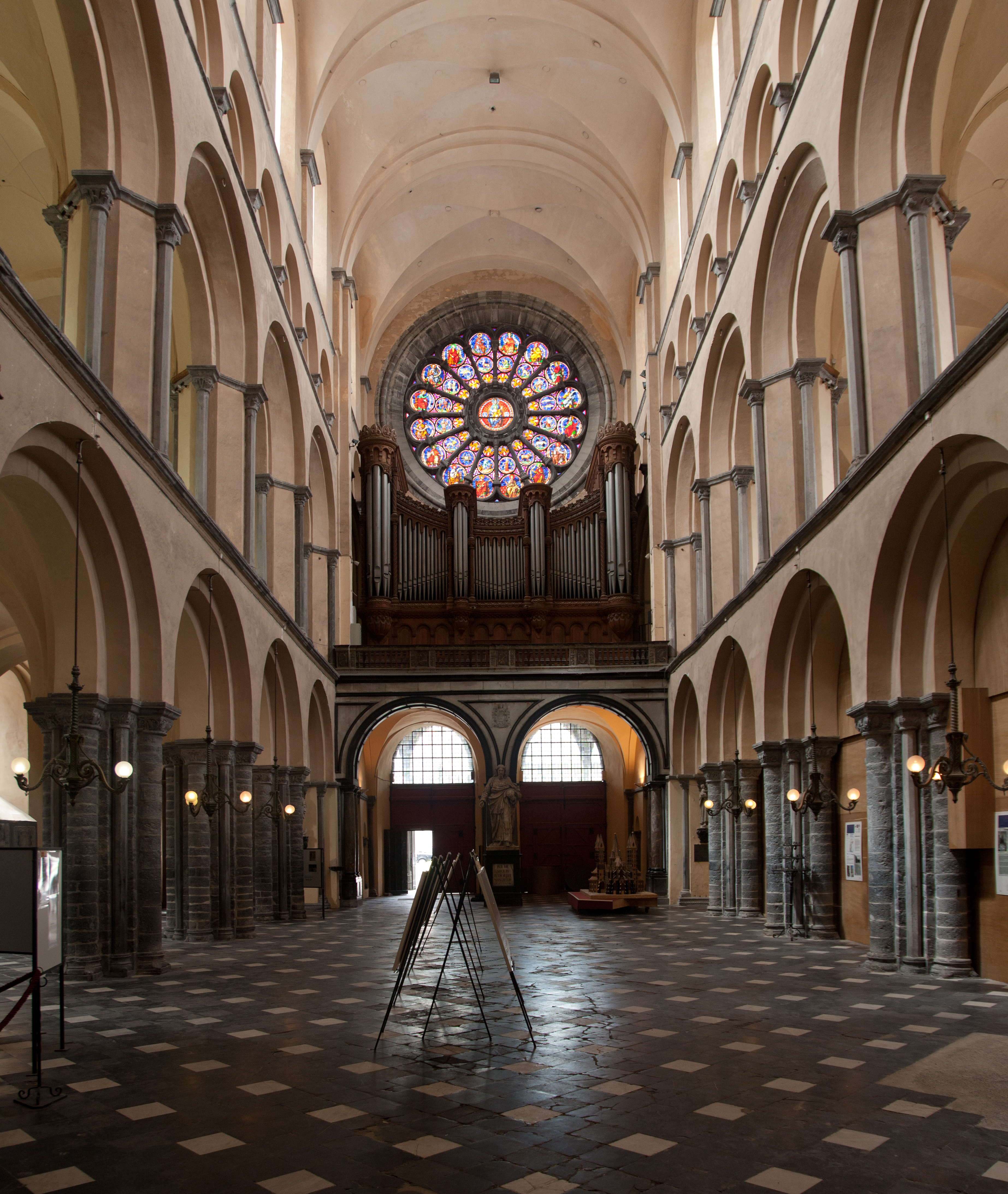
Veduta della navata romanica.
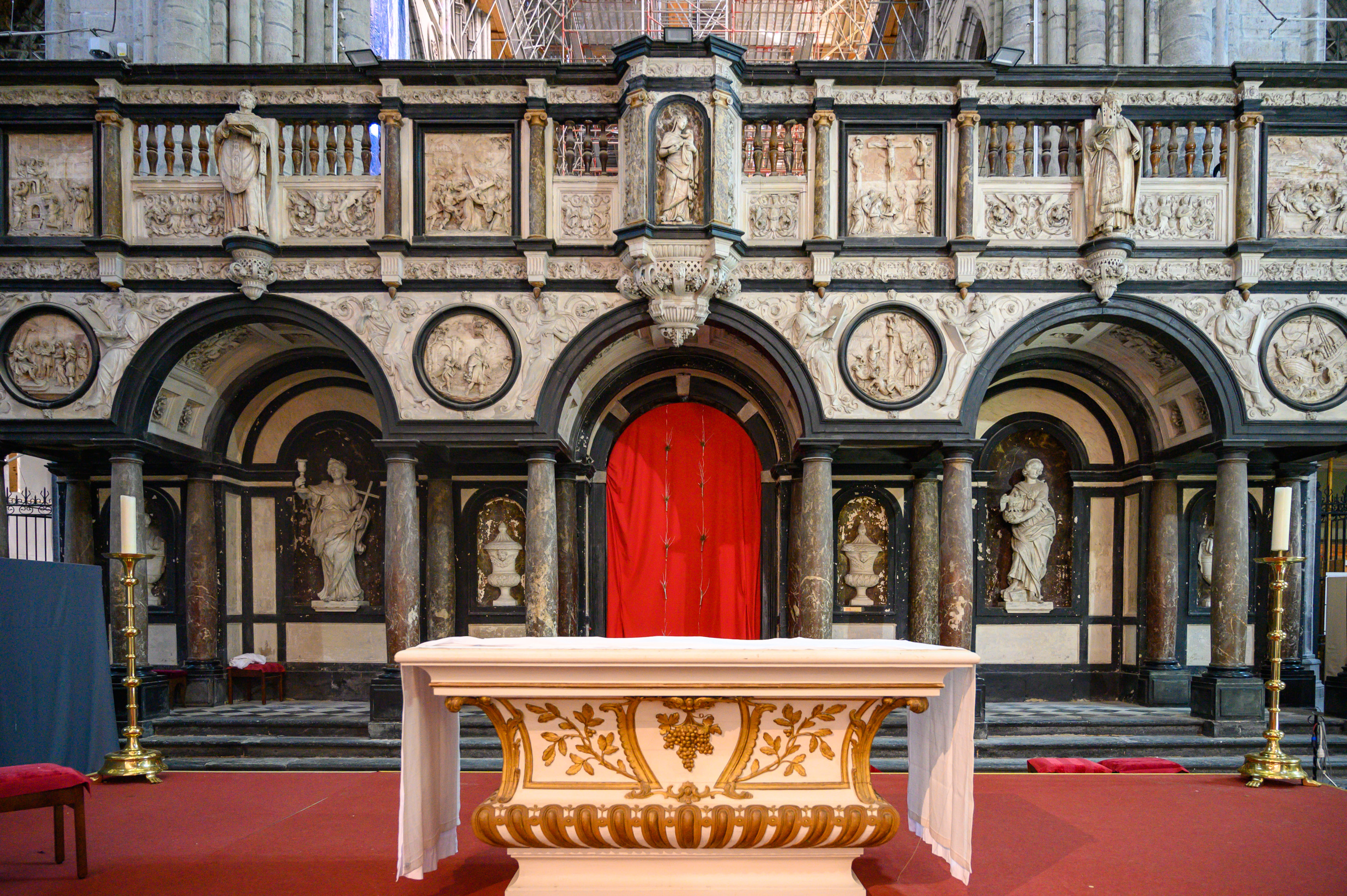
Jubé rinascimentale
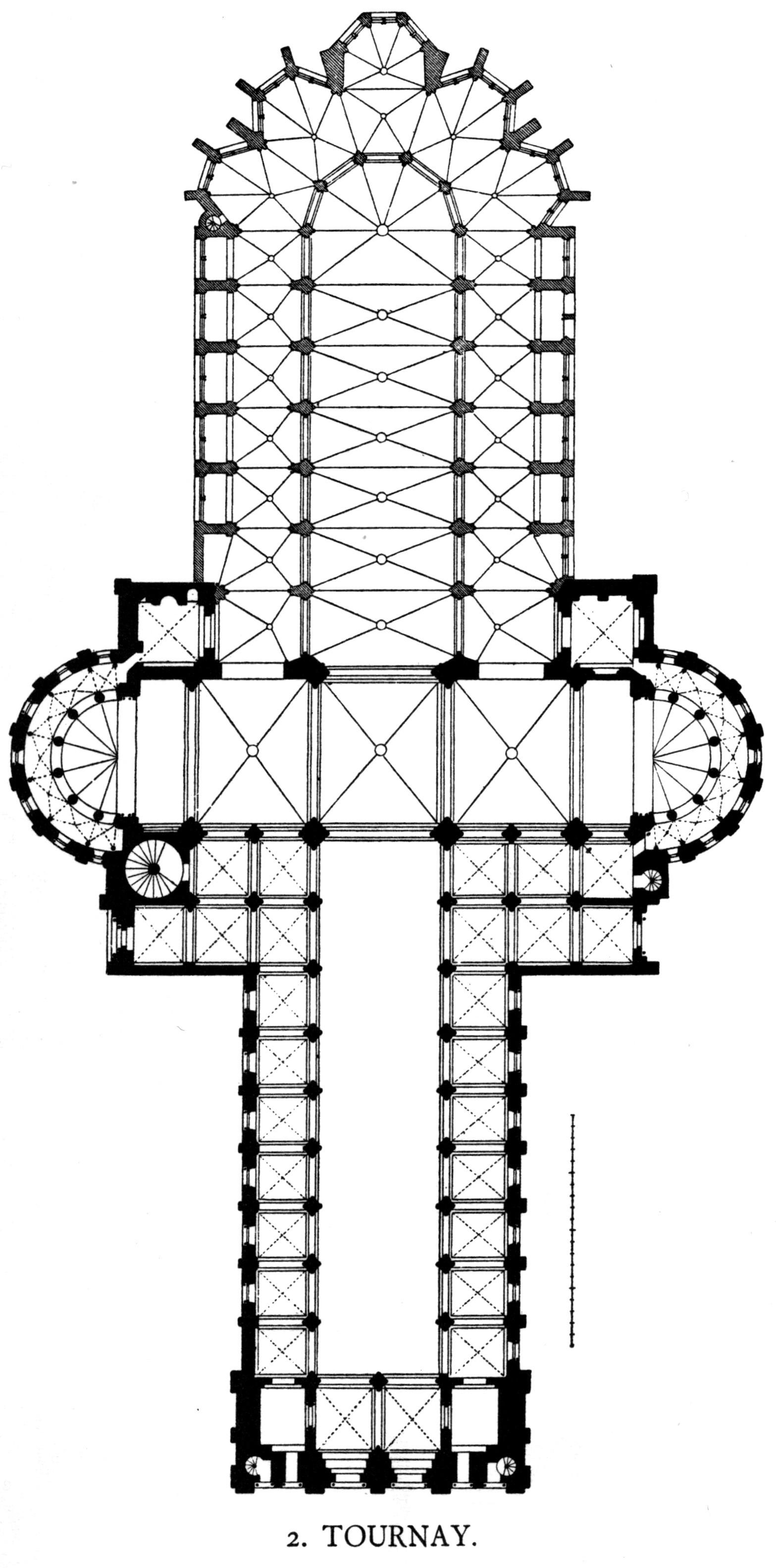
La pianta